# Thyer-Gletscher
Der Thyer-Gletscher ist ein Gletscher im ostantarktischen Enderbyland. Er fließt entlang der Südflanke der Raggatt Mountains in nordwestlicher Richtung zum Rayner-Gletscher.
Entdeckt wurde er von Douglas Walter Leckie (* 1920), Flugstaffelführer der Royal Australian Air Force, bei einem Überflug im Oktober 1956 im Rahmen der Australian National Antarctic Research Expeditions. Das Antarctic Names Committee of Australia (ANCA) benannte den Gletscher nach  Robert Francis Thyer (1908–1992), leitender Geophysiker des Bureau of Mineral Resources des Australian Department of National Development.